# Riverbend
Riverbend (zu Deutsch „Flussbiegung“) ist das Pseudonym der Autorin des Blogs Baghdad Burning, auf dem sie seit dem 17. August 2003 über Bagdad und den Irak nach dem zweiten Irak-Krieg berichtet.

## Zur Person
Die Identität von Riverbend wird sorgfältig geheim gehalten, aber die Weblog-Einträge lassen darauf schließen, dass sie eine unverheiratete Irakerin Mitte zwanzig ist und aus einer gemischt schiitisch-sunnitischen Familie stammt. Sie lebt mit ihren Eltern und ihrem Bruder in einer Wohngegend der Mittelschicht im Norden Bagdads. Vor Ausbruch des Krieges arbeitete sie als Programmiererin eines irakischen IT-Unternehmens. Ihr ausgezeichnetes Englisch und Blogeinträge lassen auf einen längeren Auslandsaufenthalt schließen. Ihre Einträge enthalten sowohl politische Statements, als auch Einblicke in das Leben des besetzten Irak.
Am 26. April 2007 verkündete Riverbend, dass sie und ihre Familie wegen der mangelnden Sicherheit in Bagdad und den fortwährenden ethnischen Gewalttätigkeiten den Irak verlassen würden. Am 6. September 2007 meldet sie auf ihrem Blog, dass sie und ihre Familie Syrien sicher erreicht haben.
Am 9. April 2013 meldet sich Riverbend mit einer Rückschau auf die vergangenen zehn Jahre. Sie hat Syrien inzwischen verlassen und hält sich in einem anderen arabischen Land auf.

## Adaptionen des Blogs
Riverbends Weblog-Einträge wurden auf Deutsch als Bagdad Burning. Ein Tagebuch publiziert. Im März 2005 wurde im West End Theatre in New York ein Stück aufgeführt, das in Bezug zu dem Blog steht. Die englische Printfassung des Blogs erhielt 2005 den dritten Preis des Lettre Ullyses Award. 2006 erschien im Hörverlag eine Hörbuchfassung, gelesen von Sophie Rois. Eine deutschsprachige Bühnenfassung des Textes wurde von der Badischen Landesbühne Bruchsal im Oktober 2006 erstaufgeführt. Die österreichische Erstaufführung mit Katharina Vötter fand im Jänner 2009 im Wiener Volkstheater statt. Ein Hörspielfassung in der Bearbeitung von Peter und John von Düffel in der Regie von Ulrich Lampen wurde am 10. Juli 2009 vom Nordwestradio urgesendet.
2006 wurde das Buch auch in die Nominierungsliste für den Samuel-Johnson-Preis aufgenommen.